# Fangophilina submersa
Fangophilina submersa är en svampdjursart som beskrevs av Schmidt 1880. Fangophilina submersa ingår i släktet Fangophilina och familjen Tetillidae. Inga underarter finns listade i Catalogue of Life.